# Sympherobius fallax
Sympherobius fallax is een insect uit de familie van de bruine gaasvliegen (Hemerobiidae), die tot de orde netvleugeligen (Neuroptera) behoort. 
Sympherobius fallax is voor het eerst wetenschappelijk beschreven door Navás in 1908.